# Tetraedro triakis
O tetraedro triakis é um sólido de Catalan.
Este sólido é obtido:
- Como dual do tetraedro truncado

- Por acumulação sobre o Tetraedro

As sua faces são 12 triângulos isósceles.
Tem 18 arestas e 8 vértices.
O Poliedro dual do tetraedro triakis é o tetraedro truncado.